# Legaltech
La legaltech (en español, tecnología jurídica o tecnología al servicio del derecho), noción salida del inglés : Legal Technology, hace referencia al uso de la tecnología y de softwares para ofrecer servicios jurídicos. Según sus defensores, el término designa las tecnologías que permiten la automatización de un servicio jurídico, que esto sea al nivel del apoyo (el documento), del proceso (el procedimiento) o de la relación con los profesionales del derecho. Más específicamente, el profesor BARRIO ANDRÉS distingue siete modalidades principales de aplicaciones y empresas Legal Tech: productos de asesoramiento legal automatizado para los ciudadanos (automated legal advice products); marketplaces o plataformas de encuentro entre clientes y abogados; empresas de externalización del trabajo jurídico para los despachos y departamentos jurídicos (legal process outsourcing); automatización documental; herramientas de e-discovery y revisión de documentos; análisis predictivo de casos; y plataformas e-Learning.
Por su parte, María Jesús González-Espejo distingue los tipos de herramientas en función del público al que están dirigidas y distingue así entre: Legal Tech B2B, B2C, B2G, G2B y G2C. Además, afirma: «No hay aún consenso entre la doctrina sobre cómo debe definirse la LegalTech. El debate se centra en lo que incluye y no incluye y, lo origina la existencia de otros conceptos con los que las fronteras está difusas como son los de  Fintech, Insurtech, y Regtech[1], así como el carácter novedoso de estas materias.  La realidad es que no existe consenso en cuanto al tipo de desarrollos que encajarían en cada una de estas categorías y que cuando revisamos las definiciones, observamos que más que pretenderse delimitar realidades, se busca parcelar campos, limitando el de las legaltech al de las startups que ofrecen tecnología para prestar servicios legales. Si diéramos esta definición por buena, quedarían en consecuencia encuadradas fuera de ella por ejemplo, soluciones desarrolladas por las administraciones públicas para prestar al ciudadano servicios de naturaleza jurídica o las que se dirigen a ayudar al profesional jurídico en ciertas tareas como la comunicación con los órganos judiciales o las que mejoran la gestión de las organizaciones, como los software de gestión financiera, documental o de clientes, que no han desarrollado startups, sino editoriales jurídicas que son grandes corporaciones con años de experiencia a sus espaldas y que, en consecuencia, poco o nada se parecen a una startup. Por ello, nosotros optamos por una definición más amplia del término, entendiendo que es LegalTech: La tecnología en la que el componente legal es crítico, sirve para prestar un servicio de naturaleza legal o bien presta servicios de cualquier naturaleza al colectivo de profesionales jurídicos.
Es importante además tener en cuenta que el término LegalTech no puede entenderse disociado del concepto “innovación legal”, entendiendo por tal, la solución de problemas o retos jurídicos a través de la creatividad. Para que una solución informática pueda calificarse de LegalTech debe tener carácter innovador, es decir, aportar soluciones creativas a problemas existentes o retos que van surgiendo como consecuencia del nacimiento de nuevos modelos económicos o nuevas necesidades de la sociedad.»

## Definición
El término legaltech se comenzó a utilizar en Estados Unidos y a Reino Unido. Al origen, la palabra inglesa de Legaltech designaba las empresas que ponen a la disposición de las consejerías de abogados de las herramientas con el fin de ayudarlas en tareas de gestión tal que la facturación, la clasificación de documentos o la contabilidad. No obstante las nuevas generaciones de empresas de la legaltech ofrecen servicios directamente a destino de los justiciables. Proponen nuevas maneras «  de librar servicios jurídicos ».
Así, la noción de Legaltech es asociada cada vez más a las startups que modifican la práctica tradicional del derecho, sobre todo a destino de las pequeñas empresas (TPE/PYME) y de los particulares, para servicios jurídicos y administrativos tales que « la creación de empresa, el reclutamiento de asalariados, recopilación de facturas impagadas, el defensa de las marcas, etc. ».

## Contexto sobre el mercado del derecho
El mercado del derecho es considerado a menudo como tradicional, así Law Technology Today constataba que « la experiencia cliente en la mayoría de las consejerías de abogado es, a poca cosa cerca, la misma desde 50 años ».
En paralelo, una mayoría de las justiciables no ha accesos a las prestaciones de los abogados, el mercado que es escindido tradicionalmente entre la abogacía de asuntos que asiste los grandes empresas y la ayuda juridictionnelle, reservada a los plus desprovistos.
El avènement del numérico ha cambiado la da y los clientes ponen una presión más de entidad sobre los abogados al nivel de los premios y del tiempo trabajado. Efectivamente, las empresas de la legaltech permiten un tratamiento automatizado de la necesidad, y pues un servicio jurídico a un premio mucho más débil.
La Legaltech se dirige también directamente a los actores tradicionales del derecho. De numerosas cooperaciones se han desarrollado en el objetivo de aliar la valoración de los abogados o de los notarios a las soluciones digitales de las legaltech.
Según TechCrunch, desde diciembre de 2014, « la Legaltech es en pleno apogeo, con sociedades que intentan de innovar sobre el mercado del derecho a todos los niveles y de toda parte » y Forbes constataba en febrero de 2015 que había centenares «  de startups del derecho que aparecen en todas partes en Estados Unidos y en Europa ».
La inversión en la legaltech es concentrado principalmente en Estados Unidos con más de 254 millones de dólares invertidos en este país en 2014, pero el sector se desarrolla también a la escalera mundial. En Francia, al menos cuatro startups han levantado varios millones de euros en 2015 y 2016 cerca de inversores.
La escuela de derecho de la universidad estadounidense de Stanford ha lanzado CodeX, un centro especializado en la Legaltech, que incube de las sociedades lanzadas por estudiantes en derecho.

## Propiedades claves
Las propiedades en los cuales las empresas de la legaltech intervienen están :
- la gestión de asunto, la facturación y la contabilidad,
- el almacenaje y la generación de documentos,
- la comunicación de piezas electrónicas durante procedimientos judiciales o gubernamentales,
- la investigación de documentos jurídicos.

Las evoluciones recientes de la Legaltech se concentran en :
- de las plataformas de acciones colectivas
- de las plataformas de puesta en relación de clientes con abogados,
- #apostar a disposición de herramientas que permiten a los particulares y emprendidas de hacer sus formalidades jurídicas por ellas-mismas sin pasar por un abogado,
- el análisis de contratos y de datos,
- la automatización de la redacción jurídica.

## Historia del Legaltech en España y Latinoamérica
Las primeras páginas web dedicadas a temas relacionados con el Derecho en el ámbito hispano fueron Jurisweb, Derecho.org y el Web Jurídico. Dichos proyectos fueron lanzados por Martí Manent (Jurisweb luego Derecho.com), Luis Faus (Derecho.org luego vlex) y Sergio Gazeou (el web Jurídico).